# Fabijan Akinczyc
Fabijan Akinczyc, biał. Фабіян Акінчыц (ur. 20 stycznia 1886 w Okińczycach koło Stołpców, zm. 5 marca 1943 w Mińsku) – białoruski dziennikarz, publicysta, pisarz i działacz narodowy, przywódca Białoruskiej Partii Narodowo-Socjalistycznej.
W latach 1906–1913 studiował prawo na uniwersytecie w Petersburgu, po czym pracował jako adwokat. Jednocześnie od 1906 należał do Partii Socjalistów-Rewolucjonistów (eserów). Okres jego życia po rewolucji październikowej, a przed przyjazdem do Polski pełny jest białych plam. Prawdopodobnie po rewolucji przybył do Kijowa, gdzie pracował jako robotnik w fabryce. Jednak według innej wersji działał politycznie w partii bolszewickiej w Nowogrodzie. 
W 1923 powrócił w rodzinne strony znajdujące się w granicach Polski. Następnie zamieszkał w Wilnie, gdzie zaangażował się w działalność Białoruskiej Włościańsko-Robotniczej Hromady, stając na czele jej miejscowego oddziału. Działał też w Towarzystwie Szkoły Białoruskiej. W sierpniu 1926 wszedł w skład kierownictwa partii. W latach 1927–1930 był więziony. Od września 1930 do marca 1931 był członkiem kierownictwa Centrosojuzu. Współpracował w wydawaniu pism "Napierad" і "Biełaruski Zwon". Następnie zorganizował w Wilnie pro-polską grupę polityczną "Adradżeńnie". W 1933 znalazł się wśród założycieli nacjonalistycznej Białoruskiej Partii Narodowo-Socjalistycznej, stając na jej czele. Był współorganizatorem organu prasowego partii "Nowy Szlach". Wydawał pisma "Hołas Praudy", "Prauda" і "Biełaruskaja Prauda". Publikował w nich swoje artykuły polityczno-propagandowe, analityczne i ekonomiczne. Jednocześnie był autorem książek "Czamu heta tak stałasia" (1931), "Prawakacyja biełaruskaha narodu" (1933), "Ahrarna–kaapieratyunaja palityka buduczyni" (1936), "Jak Komintern organizował ruch białoruski" (1938). W 1937 działalność Białoruskiej Partii Narodowo-Socjalistycznej została zakazana, w związku z czym Akinczyc wycofał się tymczasowo z działalności politycznej, przebywając w rodzinnych stronach. 
Po agresji III Rzeszy i ZSRR na Polskę i okupacji kraju wyjechał do Niemiec, gdzie od 4 listopada 1939 stał na czele Białoruskiego Przedstawicielstwa w Berlinie – nieoficjalnej placówki narodowego ruchu białoruskiego. Pod koniec 1939 roku został redaktorem głównym pisma "Ranica". Na początku 1940 został skierowany do okupowanej Warszawy w celu zorganizowania miejscowego oddziału berlińskiego Białoruskiego Komitetu Samopomocy. Tam popadł w konflikt z przewodniczącym wcześniej istniejącego Komitetu Białoruskiego Mikołą Szczorsem. Udało mu się usunąć Szczorsa z komitetu, lecz już w połowie 1940 Niemcy nakazali Akinczycowi powrócić do Berlina, gdyż – w przeciwieństwie do swojego rywala – nie zdobył żadnych wpływów w miejscowym środowisku białoruskim. W takiej sytuacji postanowił nawiązać bliższe kontakty z NSDAP, wysyłając do jego kierownictwa 2 memoriały: 1 listopada 1940 i 10 stycznia 1941. Przedstawił w nich swoje propozycje dotyczące przyszłej działalności na okupowanej Białorusi. Jego propozycja nie została jednak przyjęta, czego dowodem był jego brak wśród emigrantów białoruskich wysłanych po ataku III Rzeszy na ZSRR latem 1941 roku na ziemie białoruskie w celu organizacji i wspomożenia administracji niemieckiej. Próbując zdobyć większe wpływy wśród emigracji w Niemczech, Akinczyc zorganizował w Berlinie konferencję "ruchu młodych aktywistów". Inicjatywa ta została dostrzeżona przez ministra Rzeszy ds. okupowanych terytoriów wschodnich Alfreda Rosenberga. Późnym latem 1941 roku pozwolił on Akinczycowi wybrać sobie z obozów jenieckich inteligentów białoruskiego pochodzenia do propagandowej pracy na Białorusi. 
W rezultacie w lutym 1942 do Mińska przybyła grupa ok. 70 Białorusinów na czele z Akinczycem. Gauleiter Okręgu Generalnego "Białoruś" Wilhelm Kube i przewodniczący Białoruskiej Samopomocy Ludowej Iwan Jermaczenka odnieśli się jednak krytycznie do działalności sztabowców Akinczyca. W rezultacie ten pod koniec 1942 zaatakował Jermaczenkę i organ przez niego kierowany, wysyłając donosy do niemieckich służb bezpieczeństwa. 5 marca 1943 został zastrzelony w Mińsku przez dwóch zamachowców białoruskich powiązanych z partyzantami, w mieszkaniu swojego przyjaciela, redaktora "Biełaruskiej Hazety" Uładzisława Kozłouskiego.